# Carmen-Maja Antoni

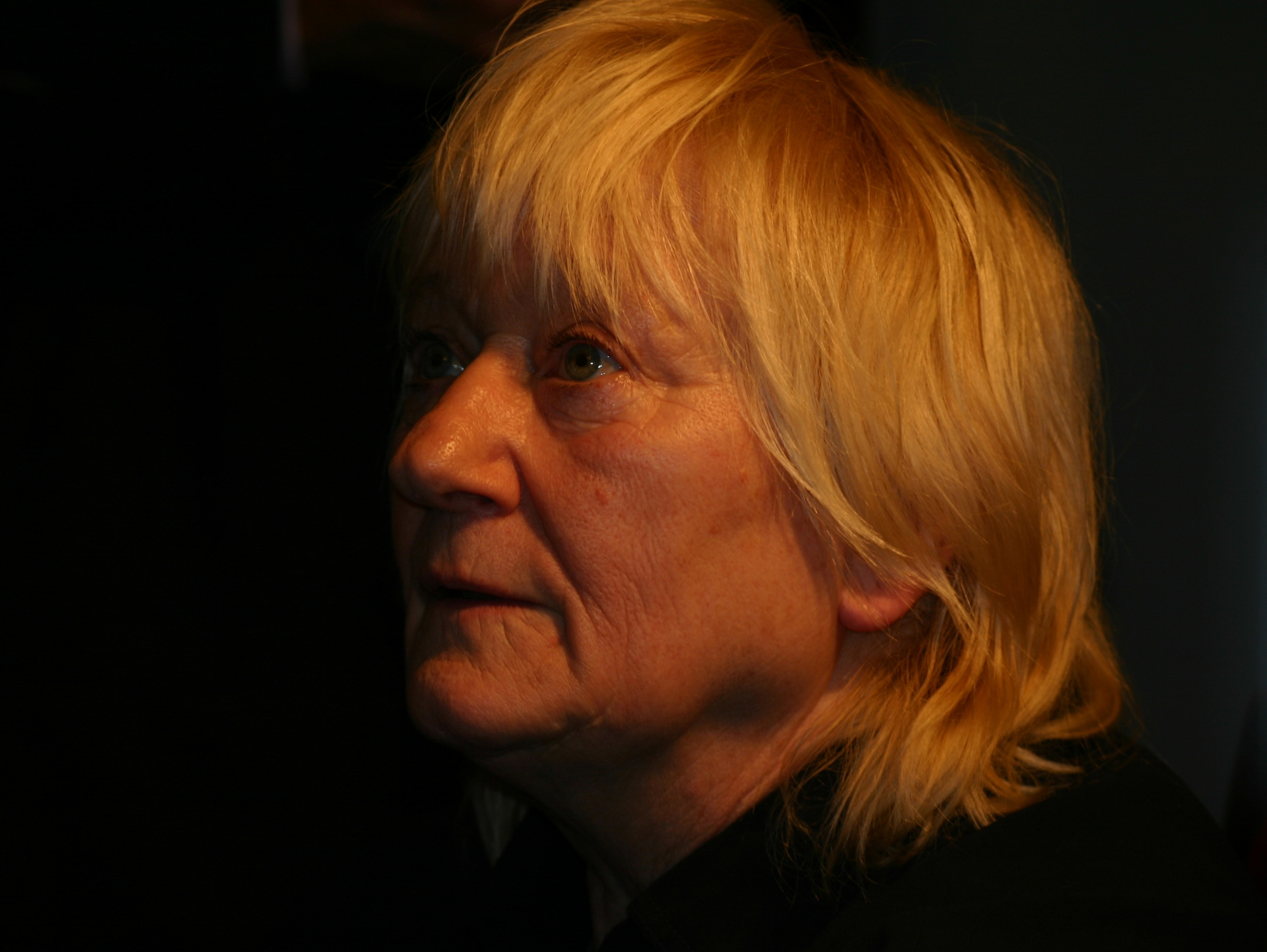
Carmen-Maja Antoni, 2013

Carmen-Maja Antoni, född 23 augusti 1945 i Berlin, är en tysk skådespelare.
Hon började 1957 uppträda med en barngrupp i östtysk TV. Mellan 1962 och 1965 studerade Antoni skådespel i Potsdam. Hon hade sedan flera roller pa olika teaterscener i Potsdam och Berlin. Antoni var framgångsrik i pjäser av Bertolt Brecht. Dessutom medverkade hon i flera filmer.

## Filmografi
- Wege übers Land, TV-serie 1967-1968
- Der Mann, der nach der Oma kam, 1971
- Alle meine Mädchen, 1979
- Käthe Kollwitz – Bilder eines Lebens, 1986
- Kindheit, 1986

## Gästspel i utlandet
- England, 1986 och 1988
- Kanada, 1988
- Sverige, 1987
- Turkiet, Frankrike, Polen, 1990

## Priser
- Helene-Weigel-Medaille, 1990
- Ehrenpreis der deutschen Kritiker, 2008